# 菅間村
菅間村（すがまむら）は、かつて茨城県筑波郡に存在した村である。現在の茨城県つくば市の北西部に位置する。

## 歴史
- 1889年（明治22年）4月1日 - 町村制の施行に伴い、中菅間村、上菅間村、池田村、洞下村、磯部村が合併して発足。
- 1957年（昭和32年）7月1日 - 筑波町に編入。同日菅間村廃止。
- 1988年（昭和63年）1月31日 - 筑波町がつくば市に編入。